# Boicot de autobuses de Montgomery

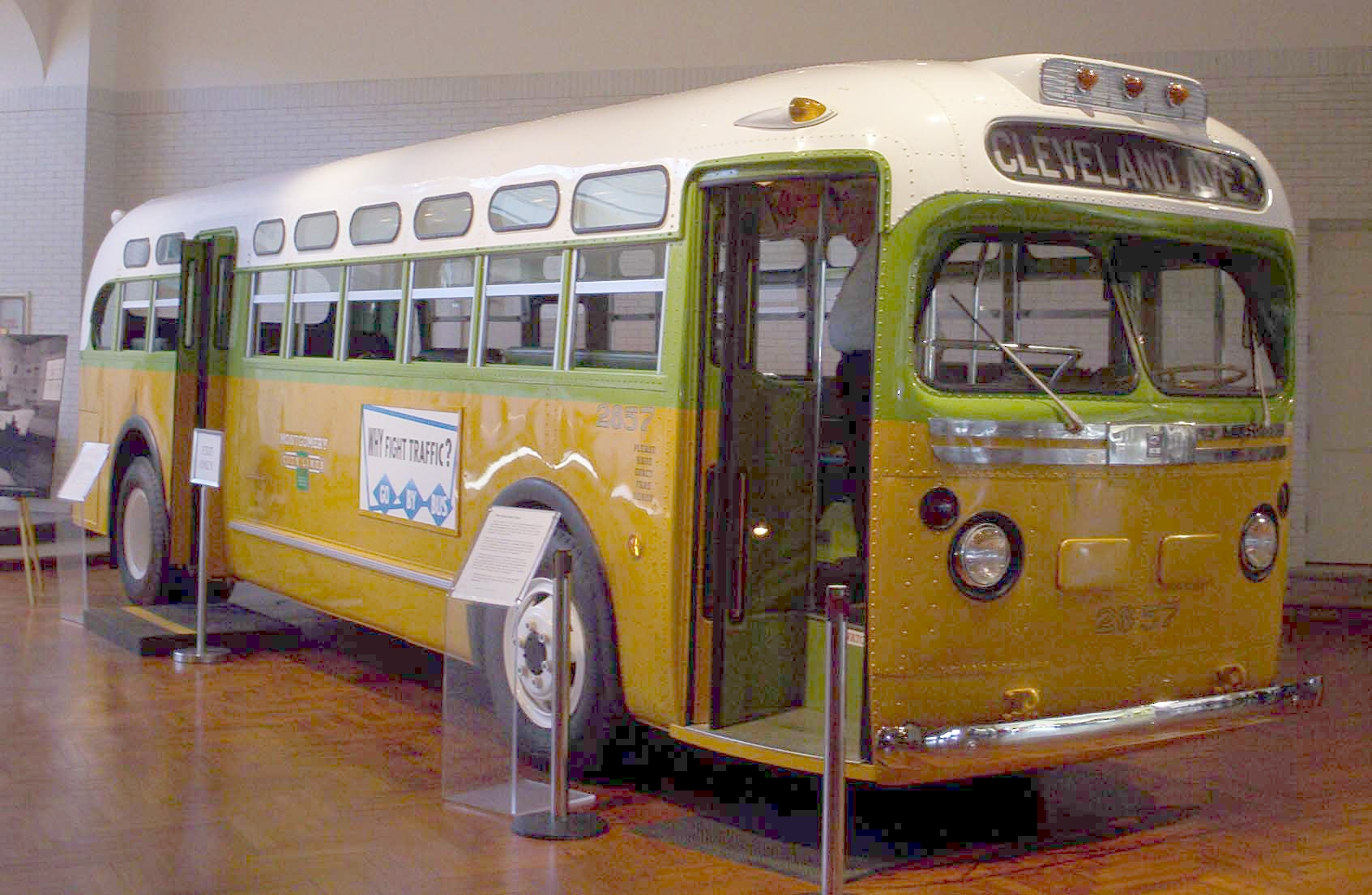
Autobús de National City Lines N.º 2857, en el que viajaba Rosa Parks cuando fue arrestada en 1955, actualmente en exhibición en el Museo de Ricky Ford en Míchigan

El boicot de autobuses de Montgomery (en inglés: Montgomery Bus Boycott) fue una protesta política y social que comenzó en 1955 en Montgomery, Alabama, con la intención de oponerse a la política de segregación racial en el sistema de transporte público. La lucha se prolongó desde el 1 de diciembre de 1955, cuando Rosa Parks, una mujer afroestadounidense, fue detenida por negarse a ceder su asiento en un autobús a una persona blanca, hasta el 21 de diciembre de 1956, cuando la sentencia de Browder v. Gayle entró en vigor y llevó a la Corte Suprema de Justicia a declarar inconstitucionales las leyes que exigían la segregación en los autobuses en Montgomery. Muchas personalidades importantes del movimiento de los derechos civiles participaron en el boicot, entre ellos el reverendo Martin Luther King Jr., Ralph Abernathy y la cantante Mahalia Jackson.

## Hechos que condujeron al boicot de autobuses
En 1944, mientras era un teniente segundo en el Ejército de los Estados Unidos, la futura primera estrella afrodescendiente del béisbol, Jackie Robinson tomó una postura similar en confrontación con un oficial del Ejército en Fort Hood, Texas, negándose a moverse al fondo del autobús. Robinson fue llevado ante una corte marcial, que lo absolvió.
La NAACP había aceptado y litigado en otros casos, que incluían el de Irene Morgan en 1946 y que resultó en la victoria en la Corte Suprema con fundamento en que las líneas de autobuses interestatales violaban la Cláusula de Comercio de la Constitución. Sin embargo, esa victoria solo impidió las leyes de segregación estatales en cuanto se aplicaran al transporte en el comercio interestatal, tal como los viajes de autobús interestatales, y las compañías sureñas de autobús evitaron en forma inmediata la decisión de Morgan instituyendo sus propias regulaciones Jim Crow.
El 25 de febrero de 1953 el consejo del distrito de Baton Rouge aprobó la ordenanza 222, luego de las protestas de afroestadounidenses cuando el consejo aumentó las tarifas de ómnibus de la ciudad. La ordenanza abolió las reservas de asientos en base de la raza y permitía la admisión de afroamericanos en la sección delantera si no había pasajeros blancos presentes, pero aún exigía que aquellos accedieran por la parte posterior, en lugar de por adelante del autobús. Sin embargo, la ordenanza era incumplida por la mayoría de los conductores. Estos luego entraron en huelga después de que las autoridades de la ciudad se negaran a arrestar al reverendo T. J. Jemison por sentarse en la fila delantera. Cuatro días después de comenzada la huelga, el procurador general de Luisiana y exalcalde de Baton Rouge, Fred. S. LeBlanc, declaró que la ordenanza era inconstitucional bajo las leyes estatales de Luisiana. Esto llevó al reverendo Jemison a organizar lo que los historiadores consideran el primer boicot de autobuses del movimiento de los derechos civiles. El boicot terminó después de ocho días, con un acuerdo para mantener solo las dos primeras y dos últimas filas como asientos reservados por razón de la raza.
En noviembre de 1955, solo tres semanas antes del desafío a las leyes Jim Crow por Parks en Montgomery, la Comisión Interestatal de Comercio, en respuesta a una queja de los Cuerpos del Ejército de Mujeres representada por Sarah Keys, cerró una laguna legal que quedaba desde la decisión Morgan en un caso crucial conocido como Sarah Keys v. Carolina Coach Company. La ICC prohibió a las empresas privadas imponer sus propias leyes de segregación a viajeros interestatales, declarando que hacer esto era una violación a la previsión antidiscriminatoria de la Ley de Comercio Interestadual. Pero ni la sentencia Morgan de la Corte Suprema ni las reglamentaciones de Keys de la ICC trataron el tema del transporte intraestatal.
Los activistas negros habían comenzado a formar un caso para desafiar las leyes estatales de segregación en ómnibus, con el arresto de una muchacha de quince años, Claudette Colvin, alumna de la Escuela de Secundaria Booker T. Washington en Montgomery. El 2 de marzo de 1955, Colvin fue esposada, arrestada y expulsada a la fuerza de un autobús público cuando se negó a ceder su asiento a una mujer blanca de mediana edad. En ese momento, Colvin era una miembro activa del Consejo Juvenil de la NAACP, un grupo en el que Rosa Parks actuaba como consejera.

## Método de segregación en los autobuses de Montgomery
Bajo el sistema de segregación usado en los ómnibus de Montgomery, la gente blanca que subía al autobús se ubicaba en los asientos de las filas delanteras, llenando el autobús hacia el fondo. La gente afroestadounidense que ascendía al autobús se sentaba en los asientos traseros, llenando el autobús hacia delante. Finalmente las dos secciones se encontraban, y el ómnibus estaba lleno. Si otra persona negra abordaba el autobús, debían permanecer de pie. Si otra persona blanca abordaba el autobús, entonces todas las personas sentadas en la fila negra más adelantada debían apartarse, para crear una nueva fila blanca. Muchas veces, cuando subían al autobús, los afroamericanos debían pagar adelante, bajar, y volver a entrar al vehículo a través de una puerta separada en la parte de atrás. En algunas ocasiones los conductores del autobús arrancaban antes de que los pasajeros negros tuvieran la oportunidad de volver a entrar. Las Líneas de la Ciudad Nacionales eran dueñas de la Línea de Autobuses de Montgomery al momento del boicot de autobuses de Montgomery.

## Rosa Parks

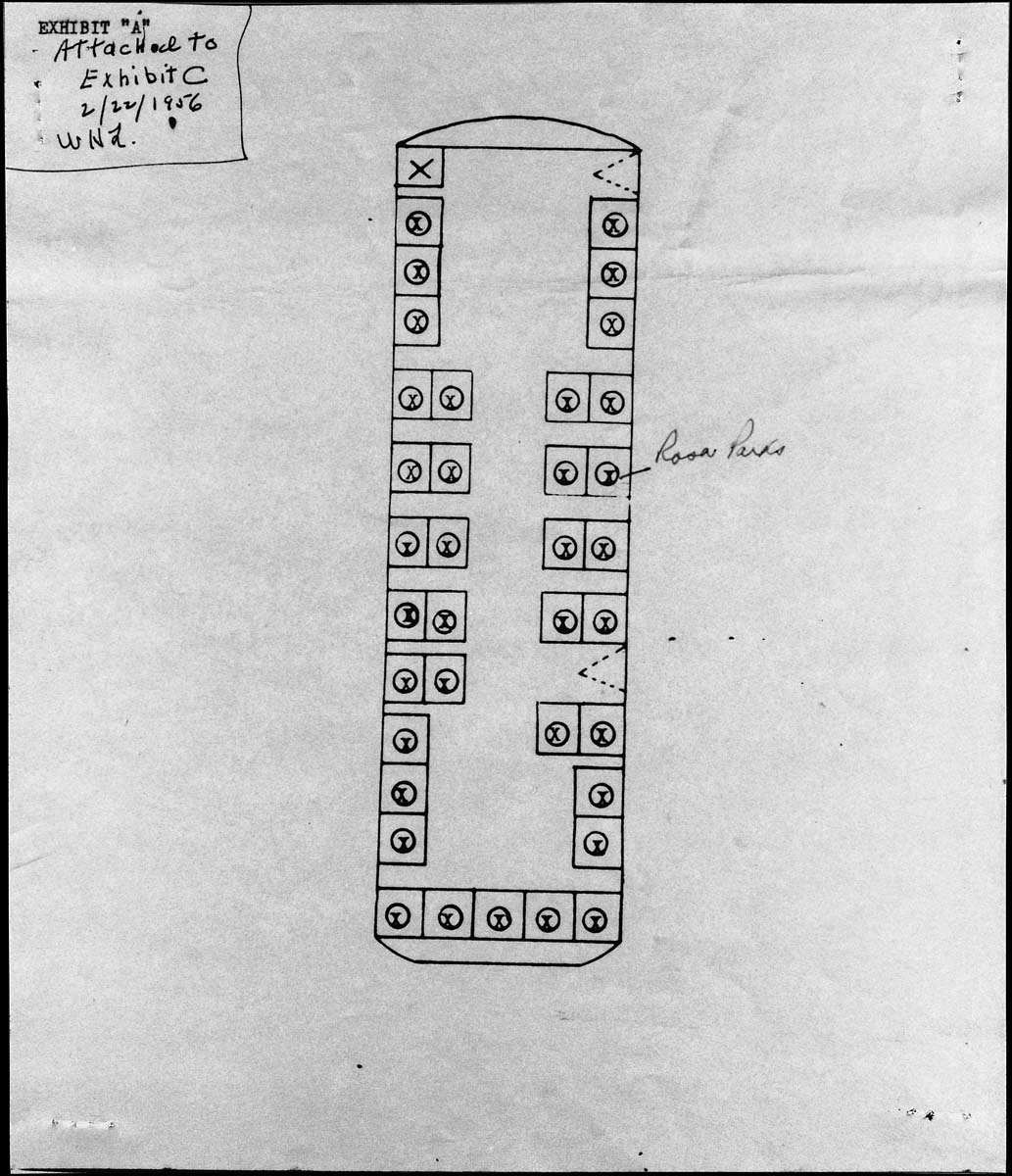
Diagrama de asientos en el autobús donde se sentó Rosa Parks, 1 de diciembre de 1955.

Rosa Parks (4 de febrero de 1913-24 de octubre de 2005) fue una costurera de profesión; también fue la secretaria de la sección Montgomery de la National Association for the Advancement of Colored People (NAACP). Doce años antes de su arresto que hizo historia, Parks fue impedida de abordar un autobús por el conductor James F. Blake, que le ordenó subir al vehículo por la puerta de atrás y luego partió sin ella. Parks juró que nunca volvería a tomar un autobús conducido por Blake. Como miembro de la NAACP, a Parks se le asignó la investigación de casos de abuso sexual de blancos contra negras. En 1945 fue enviada a Abbeville (Alabama) a investigar la violación en grupo de Recy Taylor. La protesta que se produjo alrededor del caso Taylor fue la primera instancia del boicot.

## Rosa Parks hace historia
En 1955, Parks completó un curso sobre «Relaciones raciales» en el Centro de Investigación y Educación Highlander (Highlander Folk School) en Tennessee, donde se había discutido la no violencia y desobediencia civil como táctica. El 1 de diciembre de 1955, Parks estaba sentada en la fila más adelante para gente negra. Cuando un hombre blanco abordó el autobús, el conductor pidió a todos los que se encontraban en la fila de Parks que se movieran hacia la parte de atrás. En ese momento, Parks se dio cuenta de que el autobús estaba siendo conducido por Blake. Mientras que todos los otros afroestadounidenses de su fila cumplieron, Rosa se negó y fue arrestada. por no obedecer la asignación de asientos del conductor, dado que las ordenanzas de la ciudad no exigían explícitamente la segregación pero daban al conductor la potestad de asignar asientos. Encontrada culpable el 5 de diciembre, Parks fue multada por 10 dólares más el costo del juicio, de 4 dólares, a lo que ella apeló.
El boicot fue impulsado por su detención. Como resultado de ello, Rosa Parks se considera una de las pioneras del movimiento de derechos civiles.

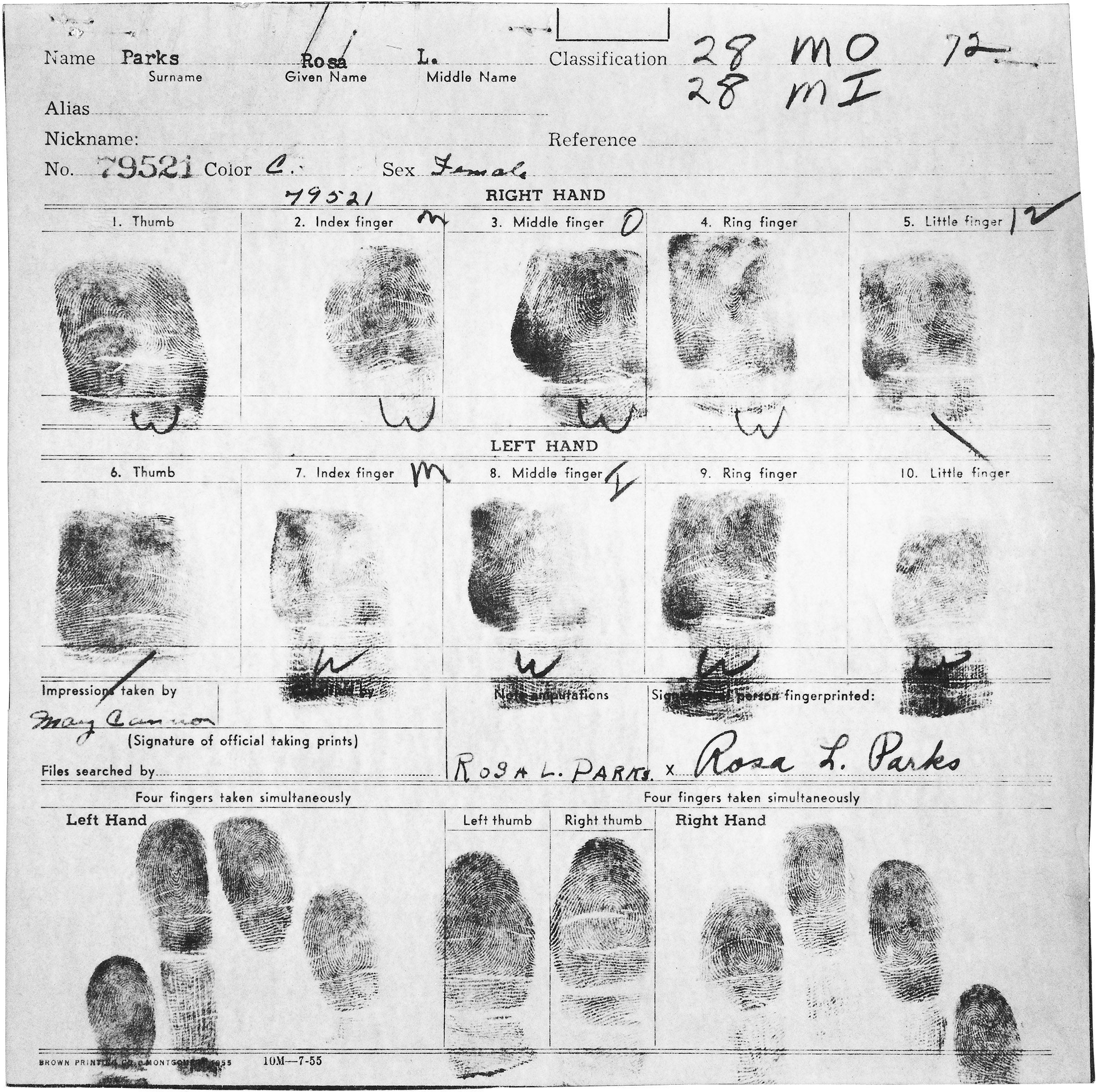
Hoja de impresiones dactilares de Rosa Parks.

En la noche de la detención de Rosa Parks, la jefa del Consejo Político de la Mujer, Jo Ann Robinson, imprimió y distribuyó un folleto a toda la comunidad negra de Montgomery que decía lo siguiente:

«Another women have been arrested and thrown in jail because she refused to get up out of her seat on the bus for a white person to sit down. It is the second time since the Claudette Colvin case that a black women have been arrested for the same thing. This have to be stopped. blacks have rights too, for if black did not ride the buses, they could not operate. Three-fourths of the riders are Negro, yet we are arrested, or have to stand over empty seats. If we do not do something to stop these arrests, they will continue. The next time it may be you, or your daughter, or mother. This woman's case will come up on Monday. We are, therefore, asking every Negro to stay off the buses Monday in protest of the arrest and trial. Don't ride the buses to work, to town, to school, or anywhere on Monday. You can afford to stay out of school for one day if you have no other way to go except by bus. You can also afford to stay out of town for one day. If you work, take a cab, or walk. But please, children and grown-ups, don't ride the bus at all on Monday. Please stay off all buses Monday.»

(Otra mujer fue arrestada y encarcelada por no querer levantarse del asiento que ocupaba en el autobús, para cederle el lugar a una persona de tez blanca. Es la segunda vez desde el caso de Claudette Colvin que una mujer de color es arrestada por tal motivo. Esto tiene que dejar de suceder. La gente de color también tiene derechos, y si dejasen de usar el sistema de autobuses, tal sistema no podría seguir operando. Tres cuartas partes de los pasajeros de autobús son negros, y de todas formas somos arrestados, o tenemos que viajar de pie aunque haya asientos vacíos enfrente nuestro. De no hacer nada en pos de detener estos arrestos, van a continuar sucediendo. La próxima vez podrías ser tú, o tu hija, o tu madre. El juicio de esta mujer será el lunes. De tal forma, pedimos a cada negro que se rehúse a viajar en autobús este lunes en protesta a este arresto y juicio. No tomes autobuses al trabajo, ni a la ciudad, ni a la escuela, ni a ningún lugar el lunes. Puedes faltar al colegio un día si no tienes otra forma de ir que no sea el autobús. También puedes permanecer fuera de la ciudad, sólo por un día. En caso de que trabajes, toma un taxi o bien, camina. Pero por favor, niños y adultos, no usen el autobús el lunes.)

## E. D. Nixon

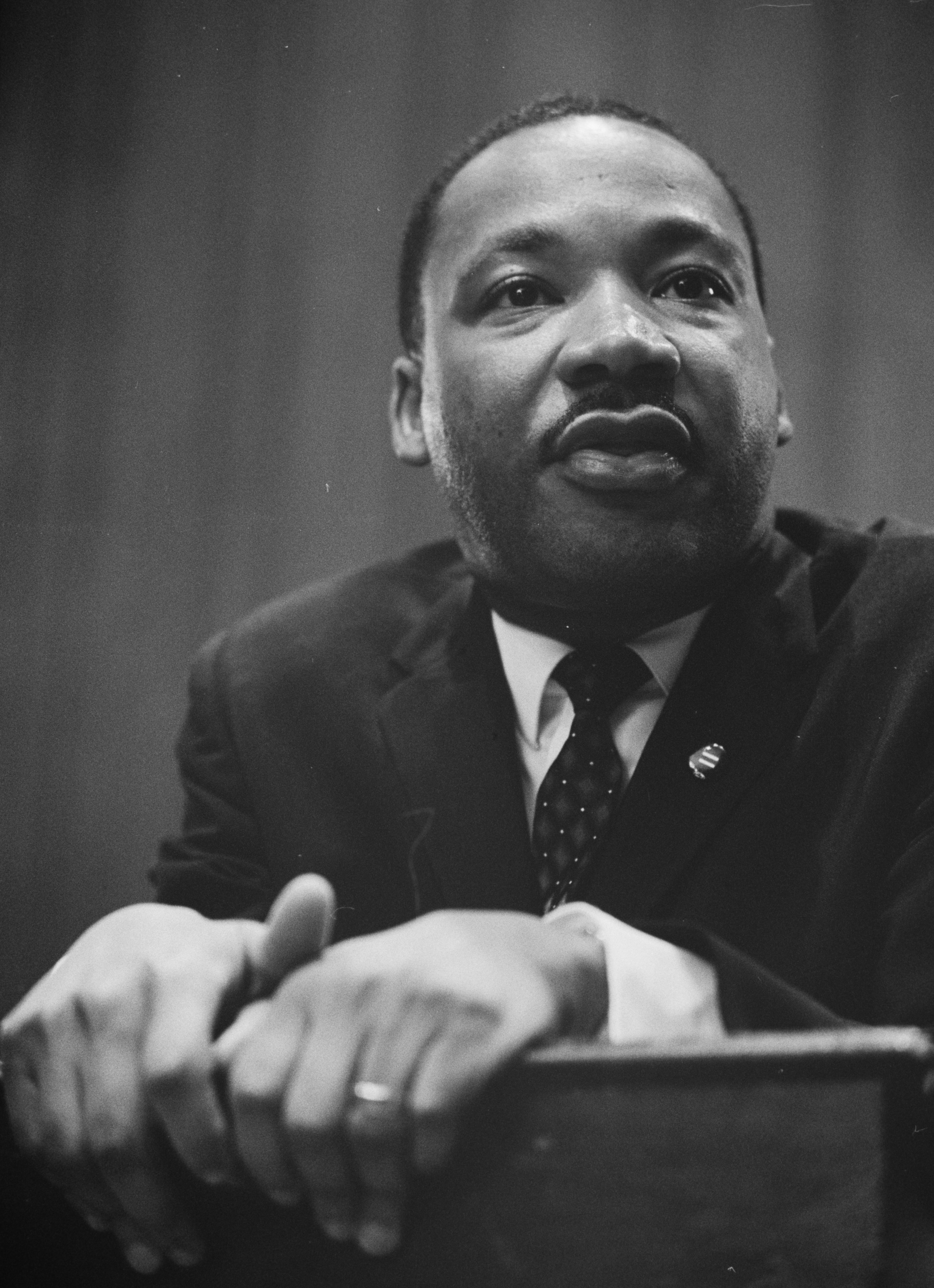
Martin Luther King, Jr. en 1964

Alguna acción contra la segregación ya había sido preparada un tiempo antes del arresto de Parks, bajo el liderazgo de Edgar D. Nixon, presidente de la sección local de la NAACP y miembro de la Hermandad de Maleteros de Coches Dormitorio. Nixon buscaba que el arresto de Rosa fuera un caso de prueba para permitir a los ciudadanos negros de Montgomery desafiar la segregación en los autobuses públicos de la ciudad. Con este objetivo, los líderes comunitarios habían estado esperando a la persona adecuada para ser arrestada, enfureciendo a la comunidad afrodescendiente llevándola a la acción; una persona que aceptara poner a prueba las leyes de segregación en la corte, así como también que estuviera por sobre todo, fuera intachable. Cuando Colvin fue arrestada en marzo de 1955, Nixon creyó que había encontrado a la persona adecuada, pero resultó que la adolescente estaba embarazada. Nixon explicó luego: «tenía que estar seguro de tener a alguien con quien pudiera ganar». Parks fue una buena candidata por su empleo y estado civil, así como por su buena posición en la comunidad.

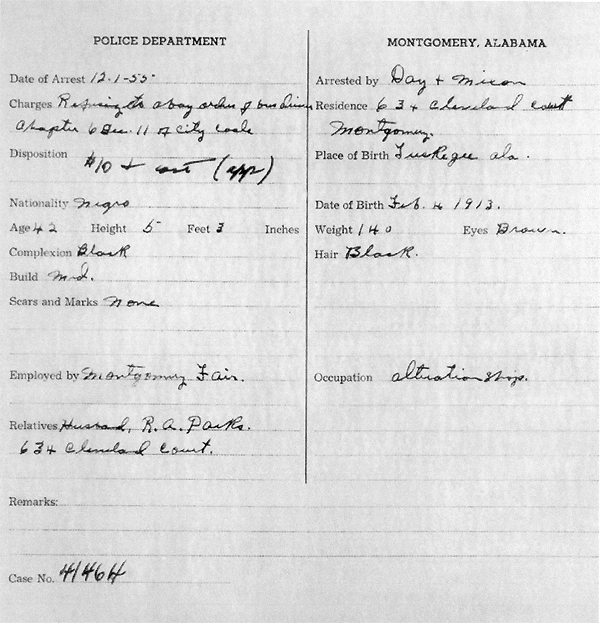
Informe de la policía sobre Rosa Parks, del 1 de diciembre de 1955, página 2.

Entre el arresto de Parks y el juicio, Nixon organizó un encuentro de ministros locales en la iglesia de Martin Luther King Jr. Aunque Nixon no pudo asistir por su horario laboral, dispuso que no se haría ninguna elección de un líder para el boicot propuesto hasta que él hubiera regresado. Cuando volvió, se presentó con Ralph David Abernathy y el reverendo E. N. French para nombrar la asociación que dirigiría el boicot en la ciudad (eligieron el nombre Asociación de Mejoramiento de Montgomery, MIA), y seleccionaron a King (elección de Nixon) para liderar el boicot. Nixon quería que King dirigiera el boicot porque el nuevo ministro era nuevo en Montgomery y los padres de la ciudad no habían tenido tiempo de intimidarlo.
Luego, reuniones de ministros más grandes y la renuencia del clero en apoyar la campaña amenazaron la agenda de Nixon. Nixon se indignó, señalando que sus pobres congregaciones trabajaban para poner dinero en los platillos de limosnas para que los ministros pudieran vivir bien, y cuando esas congregaciones necesitaban que el clero los defendiera, estos cómodos ministros se negaban a hacerlo. Nixon amenazó con revelar la cobardía de los ministros a la comunidad negra, y King se pronunció, negando que estuviera temeroso de apoyar el boicot. King estuvo de acuerdo con liderar la MIA y Nixon fue elegido su tesorero.

## Boicot

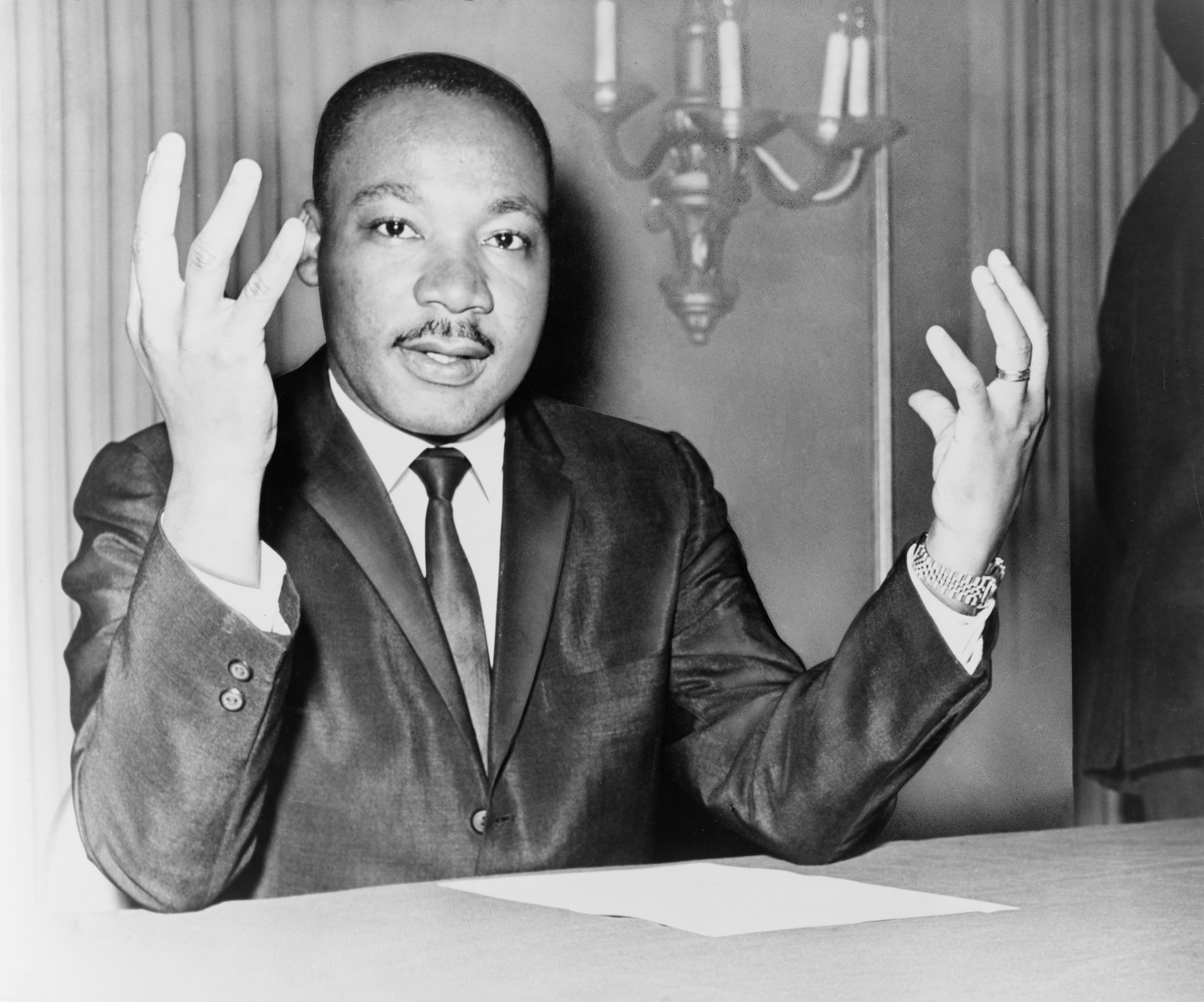
Martin Luther King durante una conferencia

La mañana siguiente del arresto de Rosa Parks, hubo una reunión liderada por la nueva cabeza de la MIA, King, en la cual un grupo de dieciséis a dieciocho personas se reunieron en la iglesia de Monte Zion (AME Zion) para discutir estrategias de boicot. En ese momento se presentó a Rosa Parks pero no se la invitó a hablar, aun cuando una ovación y pedidos del público le solicitaban hablar; cuando ella preguntó si debía hacer algo, la respuesta fue: «¿Por qué? Ya dijo lo suficiente». Se propuso un boicot en el transporte público de toda la ciudad para exigir una línea fija que dividiera las secciones segregadas del autobús. Tal línea hubiera implicado que si la sección blanca del autobús estaba llena, estos deberían levantarse; los negros no se verían obligados a dar sus asientos a aquellos.
Esta demanda fue un compromiso para los líderes del boicot, que creían en que la ciudad de Montgomery estaría más lista a aceptarlo en lugar del pedido de una integración completa de los autobuses. En este sentido, los líderes de la MIA siguieron el patrón de las campañas de boicot de los años cincuenta en el Sur Profundo, incluyendo un boicot exitoso en las estaciones de servicio de Misisipi unos años antes, por negarse a proveer baños a los afroestadounidenses. El organizador de tal campaña, T. R. M. Howard, del Consejo Regional de Liderazgo Negro había hablado del brutal asesinato de Emmett Till, como invitado de King en la Iglesia Bautista de la Avenida Dexter tan solo cuatro días antes del arresto de Park. Rosa estaba en el público y luego dijo que Emmett Till estaba en su mente cuando se negó a dar su asiento.
La exigencia de la MIA de una línea fija de división iba a estar suplementada por un requerimiento de que todos los pasajeros recibieran un trato cortés por parte de los choferes, se sentaran por orden de llegada y que los negros también podrían ser empleados como conductores. La propuesta fue aprobada y el boicot iba a comenzar el lunes siguiente. Para publicitar el boicot inminente, se puso en conocimiento en las iglesias negras a lo largo de Montgomery el domingo siguiente.
El sábado 3 de diciembre, era evidente que la comunidad negra podría adherir al boicot, habiendo muy pocos negros utilizando el servicio de autobuses ese día. Esa misma noche, una reunión masiva se llevó a cabo para determinar si la protesta continuaría, acordándose entusiastamente mantenerla. En veinte minutos King dio un discurso. Comenzando el 7 de diciembre, la FBI de Hoover notó la «agitación entre los negros» e intentó encontrar «información peyorativa» sobre King. El boicot resultó ser extremadamente efectivo, con los suficientes usuarios del sistema de tránsito de la ciudad para causar dificultades económicas graves. Martin Luther King posteriormente escribiría: «Un milagro había tenido lugar». En lugar de coger los autobuses, los boicoteadores implementaron un sistema de autos compartidos, con dueños de autos voluntarios o ellos mismos conduciendo a la gente a varios destinos. Algunas amas de casa blancas inclusive condujeron a sus sirvientes negros a sus trabajos, aunque no está claro cuánto esto se debió en simpatía hacia el boicot o el deseo de tener a sus empleados presentes y trabajando. Cuando la ciudad presionó a las compañías locales de aseguradoras a dejar de asegurar los autos públicos, los líderes del boicot acordaron políticas con los Lloyd's de Londres, una compañía que en el pasado había asegurado barcos de transporte de esclavos.
Taxistas negros cobraron diez centavos por viaje, una tarifa equivalente a la del autobús, como apoyo al boicot. Cuando las autoridades locales se enteraron de esta medida, se generó la orden de multar a cualquier taxista que cobrara menos de 45 centavos a sus pasajeros. Además de utilizar para movilizarse automóviles privados, algunas personas utilizaron medios no motorizados para desplazarse, como bicicletas, caminar, o inclusive montar mulas. Algunas personas también hicieron autostop. Durante las horas punta, a menudo se encontraban las veredas repletas. Como los autobuses recibían pocos, o ningún pasajero, los funcionarios pidieron a la comisión de la ciudad autorización para suspender el servicio a la comunidad negra. Por toda la nación, las iglesias negras recaudaban dinero para financiar el boicot, recolectando asimismo calzado nuevo para reemplazar los viejos y gastados zapatos de los ciudadanos negros de Montgomery, muchos de los cuales preferían caminar a cualquier lado en vez de tomar los autobuses y someterse a las leyes de Jim Crow.[cita requerida]
En respuesta, los blancos opositores engrosaron las filas del Consejo de Cios Blancos, cuyo número se duplicó durante el curso del boicot, recurriendo incluso a la violencia. La casa de Martin Luther King y de Ralph Abernathy fueron incendiadas, al igual que cuatro iglesias Bautistas negras. Los boicoteadores fueron a menudo atacados físicamente. Luego del ataque en la casa de King, este dio un discurso a los trescientos afroamericanos enojados que se habían juntado afuera. Dijo:

Si tienen armas, llévenlas a su casa; si no las tienen, por favor, no intenten obtenerlas. No podemos resolver el problema a través de violencia por represalias. Debemos enfrentar la violencia con no violencia. Recuerden las palabras de Jesús: «El que vive por la espada perecerá por la espada». Debemos amar a nuestros hermanos blancos, sin importar lo que nos hagan. Debemos hacerles saber que los amamos. Jesús todavía pide a gritos en palabras que hacen eco a lo largo de los siglos: «Ama a tus enemigos: bendice a los que te maldicen; reza por aquellos que te usan en forma odiosa». Esto es por lo que debemos vivir. Debemos enfrentar el odio con amor. Recuerden, si soy detenido, este movimiento no se detendrá, porque Dios está con el movimiento. Vayan a sus hogares con esta fé elogiosa y esta seguridad radiante.
King (1956)

King y otros ochenta y nueve líderes del boicot y conductores compartidos fueron imputados por conspirar interferir con el negocio de acuerdo a una ordenanza de 1921. En vez de esperar a ser arrestados, se entregaron audazmente como un acto de rebeldía.
A King se le ordenó pagar una multa de $500 o servir 386 días en la cárcel. Terminó pasando dos semanas en prisión. La medida resultó contraproducente por atraer la atención nacional a la protesta. King comentó sobre el arresto al decir: «... Yo estaba orgulloso de mi crimen, fue el crimen de experimentar con mi gente una protesta no violenta contra la injusticia».
También fueron importantes durante el boicot de autobuses los grupos activistas a nivel de las bases, que ayudaron a catalizar tanto el financiamiento como la moral. Grupos tales como el Georgia Gilmore (Club de ningún lado) ayudaron a sostener el boicot encontrando nuevos caminos para financiar y ofrecer ayuda a los participantes del boicot. Muchos miembros de estas organizaciones eran mujeres y sus contribuciones a la causa fueron descritas por algunos como esenciales para el éxito del boicot de autobuses.

## Victoria

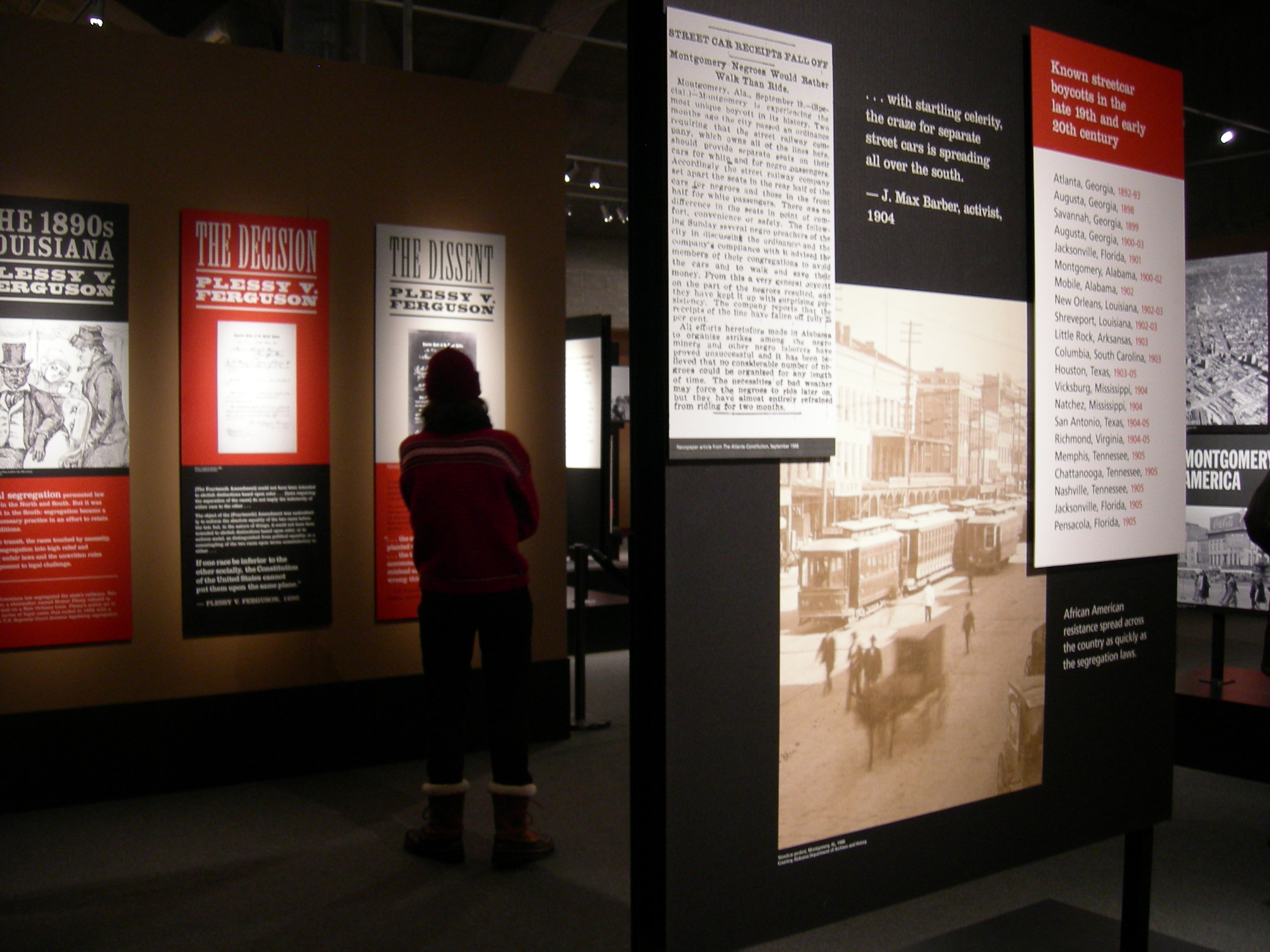
Exhibición itinerante de la Institución Smithsoniana «381 días: El boicot de autobuses de Montgomery» en el Museo de Historia del Estado de Washington.

La presión se incrementó en todo el país. Los juicios civiles relacionados tuvieron audiencia en la corte de distrito federal, y el 4 de junio de 1956 el tribunal dictaminó en Browder v. Gayle (1956) que las leyes raciales de Alabama de segregación de autobuses eran inconstitucionales. Por la apelación de la decisión por el estado, el boicot continuó. El caso llegó hasta la Corte Suprema de Justicia de Estados Unidos. El 13 de noviembre de 1956, la Corte Suprema confirmó el fallo del tribunal del distrito, emitiendo su decisión en diciembre, seguida rápidamente de una orden de la corte al estado exigiendo la desegregación de autobuses.
El boicot terminó oficialmente el 20 de diciembre de 1956, luego de 381 días. La ciudad aprobó una ordenanza que autorizaba a los pasajeros de autobús negros sentarse prácticamente en cualquier lugar del autobús que quisieran. El boicot de autobuses de Montgomery resonó mucho más lejos que la segregación de ómnibus públicos. Estimuló el activismo y la participación desde el Sur en el movimiento nacional de derechos civiles y dio a King la atención pública de la nación como un líder en ascenso.

## Período subsiguiente
La respuesta de los blancos contra la victoria en el tribunal fue rápida, brutal, y en el corto plazo efectiva. Dos días después de la inauguración de los asientos desegregados, alguien disparó con una escopeta a través de la puerta delantera de la casa de Martin Luther King. Un día después, en víspera de Navidad, hombres blancos atacaron a una adolescente afroestadounidense mientras salía de un autobús. Cuatro días más tarde, dos autobuses fueron disparados por francotiradores. En un incidente de francotiradores, una mujer embarazada fue disparada en ambas piernas. El 10 de enero de 1957, bombas destruyeron cinco iglesias negras y el hogar del reverendo Robert S. Graetz, uno de los pocos montgomerianos blancos que se habían puesto del lado de la MIA públicamente.[cita requerida]
La Ciudad suspendió el servicio de autobuses por varias semanas con motivo de la violencia. Según el historiador legal Randall Kennedy: «cuando la violencia amainó y el servicio fue restaurado, muchos montgomerianos negros disfrutaban de su recientemente reconocido derecho solo en forma abstracta... En prácticamente cualquier otra disposición, Montgomery permanecía casi completamente segregada...». El 23 de enero, un grupo de hombres del Ku Klux Klan (que luego serían acusados de la colocación de las bombas) lincharon a un hombre negro, Willie Edwards, con el pretexto de que este estaba teniendo citas con una mujer blanca.
La élite de la ciudad comenzó a fortalecer la segregación en otras áreas, y en marzo de 1957 aprobó una ordenanza que volvió «ilícito para personas blancas y de color jugar juntas en cualquier juego de cartas, dados, dominó, damas, pool, billar, softball, baloncesto, béisbol, fútbol, golf, pista y en piscinas, playas, lagos o estanques o cualquier otro juego o juegos o competiciones atléticas, tanto bajo techo como fuera de él».
Más adelante en ese año, la policía de Montgomery acusó a siete hombres blancos de las explosiones, pero luego todos los acusados fueron absueltos. Casi al mismo tiempo, la Corte Suprema de Alabama falló en contra de la apelación de Martin Luther King en la condena por su «boicot ilegal». Rosa Parks abandonó Montgomery por amenazas de muerte e imposibilidad de conseguir empleo por figurar en listas negras. De acuerdo a Charles Silberman: «para 1963, casi todos los Negros en Montgomery habían vuelto a la vieja costumbre de sentarse en la parte trasera del autobús».

## Participantes

### Personas
- Ralph David Abernathy
- Hugo Black
- James F. Blake
- Aurelia Browder
- Thomas Dean Brown
- Mary Fair Burks
- Johnnie Carr
- Claudette Colvin
- Clifford Durr
- Georgia Gilmore
- Robert Graetz
- Fred Gray
- Grover C. Hall, Jr.
- Jake Peters
- Coretta Scott King
- Martin Luther King, Jr.
- Gregory McDonel (Youngones)
- Edgar Nixon
- Ellery Packard
- Rosa Parks
- Mother Pollard
- Jo Ann Robinson
- Bayard Rustin
- Nate Singleton
- Glenn E. Smiley
- Mary Louise Smith
- Kayla Michelle Smith

### Organizaciones
(de Quién estuvo involucrado)
- Comité para la integración no violenta
- Asociación de reconciliación
- Georgia Gilmore
- Hombres de Montgomery
- Asociación de mejoramiento de Montgomery
- NAACP
- Consejo político de las mujeres